# Саадані (національний парк)
Національний парк Саадані (англ. Saadani National Park) — національний парк Танзанії, розташований на сході країни на березі Індійського океану. Знаходиться в північно-східній частині регіону Дар-ес-Салам, північна межа парку збігається з межею регіону.

## Фізико-географічна характеристика

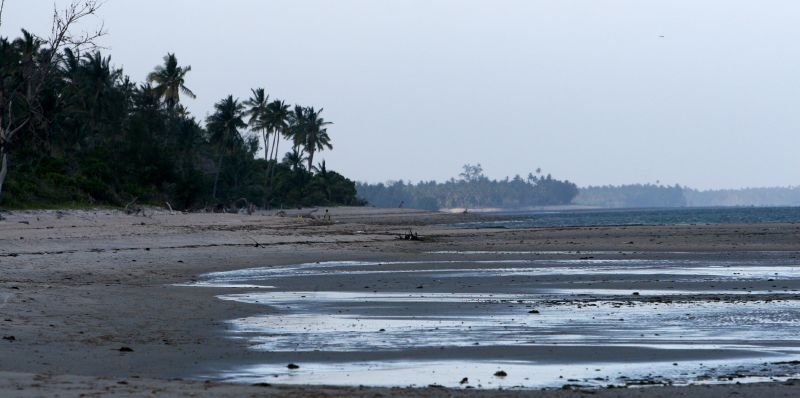
Пляжі парку

Парк розташований за 100 км на північний захід від Дар-ес-Салама і на такій же відстані на південний схід від Танга. За 40 км на схід від нього знаходиться острів Занзібар.
Національний парк Саадані є єдиним парком країни на узбережжі. Основним джерелом прісної води є річка Вамі. Клімат парку спекотний і вологий.
У 1969 році створений мисливський резерват Саадані. При його створенні проводилися консультації зі старійшинами місцевих сіл і була виплачена компенсація за втрату ферм. При створенні національного парку у 2005 році до нього були приєднані ряд земель, включаючи річку Вамі і ліс Заранінге. На цих землях розташовано кілька сіл, а також велике ранчо по розведенню худоби з безліччю дамб, яке працювало з 1952 по 2000 роки. Ліс Заранінге до цього перебував під управлінням всесвітнього фонду дикої природи.

## Флора і фауна

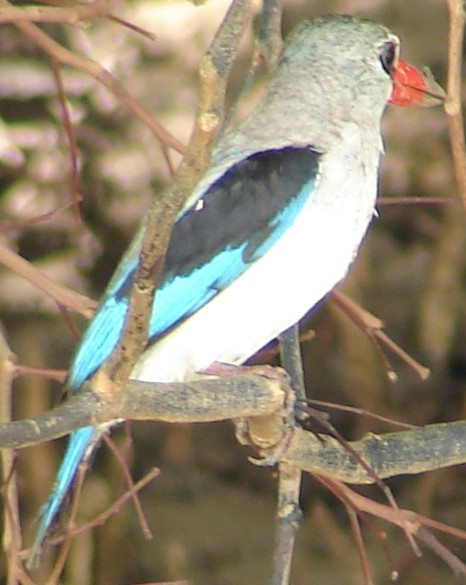
Мангрова альціона в парку

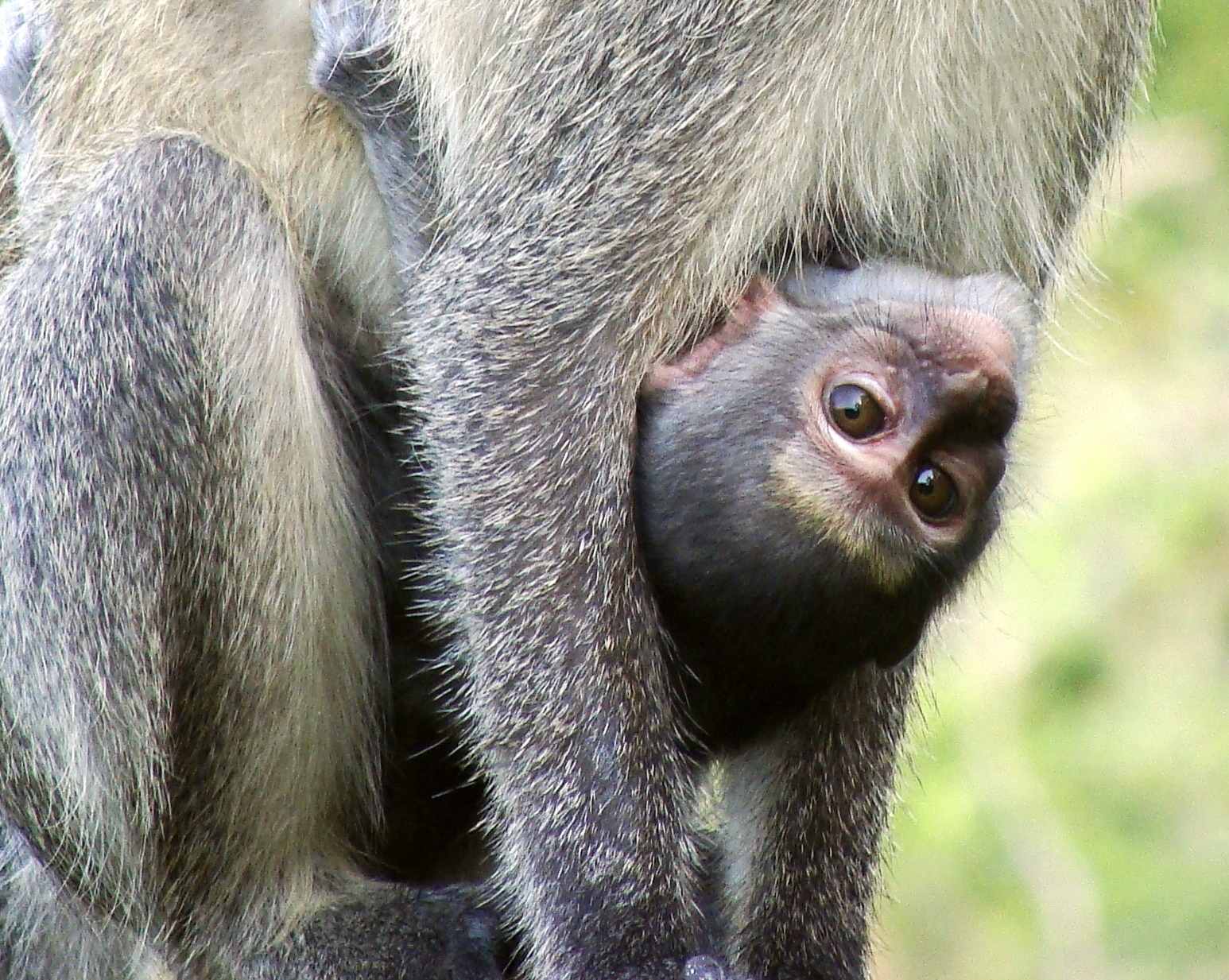

На території парку переважають вічнозелені мангрові ліси. Вони можуть рости і на березі океану і в глибині, в долині річки Вами. Біля води зустрічаються бегемоти, нільські крокодили (Crocodylus niloticus). У лісі живуть слони (Loxodonta africana), леопарди (Panthera pardus), великі куду (Tragelaphus strepsiceros), Neotragus moschatus. Крім того, у парку багато мавп і птахів. Слабо вивчені берегові ліси, яких відрізняє високий рівень ендемізму. На узбережжі можна зустріти одну з найбільших черепах Chelonia mydas, яка виходить на берег відкладати яйця.
Саванна на території парку належить до трьох типам: савана з високою травою (заввишки до 2 метрів) і пальмовими деревами, савана з низькою травою (раніше на її місці були плантації сезаля) і мізерні глинисті ґрунти. Тут водяться буйволи (Syncerus caffer caffer), бубали Ліхтенштейну (Alcelaphus lichtensteinii), водяні козли (Kobus ellipsiprymnus), редунки (Redunca redunca), Phacochoerus aethiopicus, жирафи (Giraffa camelopardalis) та багато інших